# 클뤼니 대수도원

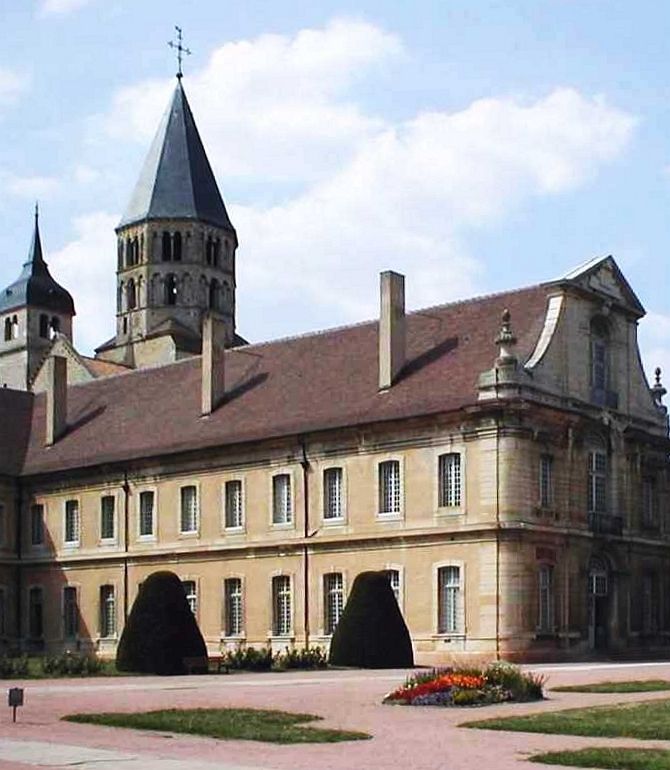
클뤼니 수도원의 모습.2004년촬영.

클뤼니 대수도원(프랑스어: Abbaye de Cluny)은 프랑스 클뤼니에 있는 수도원으로 전에 베네딕도회 소속 기독교 수도원이었다. 이는 로마네스크 양식으로 지어졌으며, 세 개의 교회로 이루어졌으며, 10 ~ 12세기 경 완공되었다. 10~11세기에는 유럽 전역에서 영주들이 토지를 기증하며 클뤼니 수도원은 엄청난 장원형 토지를 소유하였다. 그러나 12세기 후반부터 수도원에 대한 비판이 증가 하였다(사치, 타락 등). 장원 경제가 붕괴하면서 클뤼니의 경제 기반도 약화되었다.

## 역사
클뤼니 수도원은 아키텐 공작 기욤 1세에 의해 910년에 지어졌다. 그는 베르노 수도원장을 교황 세르지오 3세의 인허 하에 클뤼니 수도원의 첫 수도원장으로 임명하였다. 수도원에서는 베네딕도 규칙서를 철저히 지켰고, 서양의 군주들이 수도원 생활하는 것을 인정하였다. 11세기 베네딕트 회의 설립은 유럽사회의 핵심이었다. 한편 12세기에 이르기까지 수차례에 걸쳐 증 ·개축을 거듭하면서 수도원의 규모가 커졌는데, 18세기 말부터 19세기에 걸쳐 위그노 및 프랑스혁명을 거치며 거의 파괴되고 말았다. 현재는 몇몇 부분만 남아있게 되었다. 1334년 클뤼니 수도원장은 파리에 있는 호텔 데 클뤼니라는 타운하우스(연립주택)을 유지하고, 이는 1843년 공립 박물관으로 재탄생했다. 이름과 달리 이는 클뤼니 수도원과 더 이상 연결되어 있지 않는다. 
10세기 초 이 곳 클뤼니 수도원을 포함한 일부 수도원을 중심으로 교회를 개혁하려는 운동때문에 유명하다.

## 설립
910년 오베르뉴의 영주이자, 경건공이라 불린 기욤 1세 다키텐 공작은 가톨릭교회의 모원처럼 소박하게 지으려했다. 부르군드의 사냥용 숲을 기부하면서 윌리엄은 클뤼니 수도원을 예배보다는 내세의 임무로부터 그와 그의 가족을 위한 수도원으로 개방하였다. 동시대의 후원자들은 일반적으로 소유권을 유지하고 자신의 가족 중에서 수도원장의 배정하였으나, 윌리엄은 베르노를 수도원장으로 임명하고 수도원 생활의 자유를 불어넣어 클뤼니 개혁을 시작하였다. 클뤼니 개혁에서 주목할만한 지도자들은 교황 우르반 2세와 여러 서양의 영주들이 있었으며, 이는 10세기부터 12세기 초까지 영향을 끼쳤다. 또한 최초의 여성 성직자가 11세기부터 인정되었다.